# (73058) 2002 FK4
2002 أف كي 4 (ويعرف أيضًا باسم (73058) 2002 أف كي 4 وفق تسمية الكوكب الصغير) (بالإنجليزية: 2002 FK4)‏ هو كويكب ضمن حزام الكويكبات؛ وترتيبه 73058 من حيث الاكتشاف.
اكتُشف هذا الجُرم الفلكي بواسطة William Kwong Yu Yeung ‏ في 20 مارس 2002.

## وصلات خارجية
- (73058) 2002 FK4 في قاعدة بيانات مختبر الدفع النفاث لأجرام النظام الشمسي الصغيرة

- الاكتشاف · مخطط المدار ·  العناصر المدارية · المعلمات المادية

- (73058) 2002 FK4 على موقع ويكي سكاي: DSS2, SDSS, GALEX, IRAS, Hydrogen α, X-Ray, Astrophoto, Sky Map, Articles and images